# Asparagus usambarensis
Asparagus usambarensis — вид рослин із родини холодкових (Asparagaceae).

## Біоморфологічна характеристика
Багаторічні трав'яниста рослина витка чи лежача, колюча. Шипи на головному стеблі 5–8 мм завдовжки, гострі; шипики в основі кладодій 0.5–1.5 мм завдовжки. Кладодії поодинокі чи по 2–3 разом, сплощені, 10–30(40) × 1–1.5 мм, на верхівці гострі, біля основи звужені. Суцвіття китицеподібні, поодинокі чи в пучках по 2 разом, 4.5–10 см завдовжки, голі. Листочки оцвітини від білого до кремового забарвлення, 3–3.5 мм завдовжки; тичинки коротші від оцвітини; пиляки помаранчеві. Ягода червона чи біла з пурпурним рум'янцем, ± 6 мм у діаметрі, 1-насінна.

## Середовище проживання
Ареал: Танзанія.
Населяє вічнозелений тропічний ліс, узлісся, хащі та в ущелинах скель на скелястих схилах; на висотах (1000)1200–1950 метрів.